# Macropsis canadensis
Macropsis canadensis är en insektsart som beskrevs av Van Duzee 1890. Macropsis canadensis ingår i släktet Macropsis och familjen dvärgstritar. Inga underarter finns listade i Catalogue of Life.